# ۸ ژوئیه
۸ ژوئیه صد و هشتاد و نهمین (در سال‌های کبیسه صد و نودمین) روز سال در گاه‌شماری میلادی است. ۱۷۶ روز تا پایان سال باقی‌است.

## رویدادها
- ۱۷۰۹ - شکست امپراتوری سوئد از روسیه تزاری در نبرد پلتاوا

## درگذشت‌ها
- ۱۹۴۹ - آنتون سعاده، رهبر سیاسی، فیلسوف و روزنامه‌نگار لبنانی-سوری
- ۲۰۲۲ -  شینزو آبه، سیاست‌مدار ژاپنی و نخست‌وزیر این کشور